# San Juan Penana
San Juan Penana är en ort i Mexiko.   Den ligger i kommunen Las Margaritas och delstaten Chiapas, i den sydöstra delen av landet, 800 km öster om huvudstaden Mexico City. San Juan Penana ligger 1 509 meter över havet och antalet invånare är 153.
Terrängen runt San Juan Penana är platt åt sydväst, men åt nordost är den kuperad. Runt San Juan Penana är det ganska tätbefolkat, med 54 invånare per kvadratkilometer. Närmaste större samhälle är Las Margaritas, 8,9 km väster om San Juan Penana. I omgivningarna runt San Juan Penana växer huvudsakligen savannskog.